# Église Notre-Dame de Gaasbeek
L'église Notre-Dame (parochiekerk Onze-Lieve-Vrouw en néerlandais) est une église catholique située à Gaasbeek, village de la commune belge de Lennik, dans le Pajottenland (le pays des paillotes) en Brabant flamand.

## Historique

### Classement
L'édifice fait l'objet d'un classement au titre des monuments historiques depuis le 13 janvier 1943 et figure à l'Inventaire du patrimoine immobilier de la Région flamande sous la référence 39926.

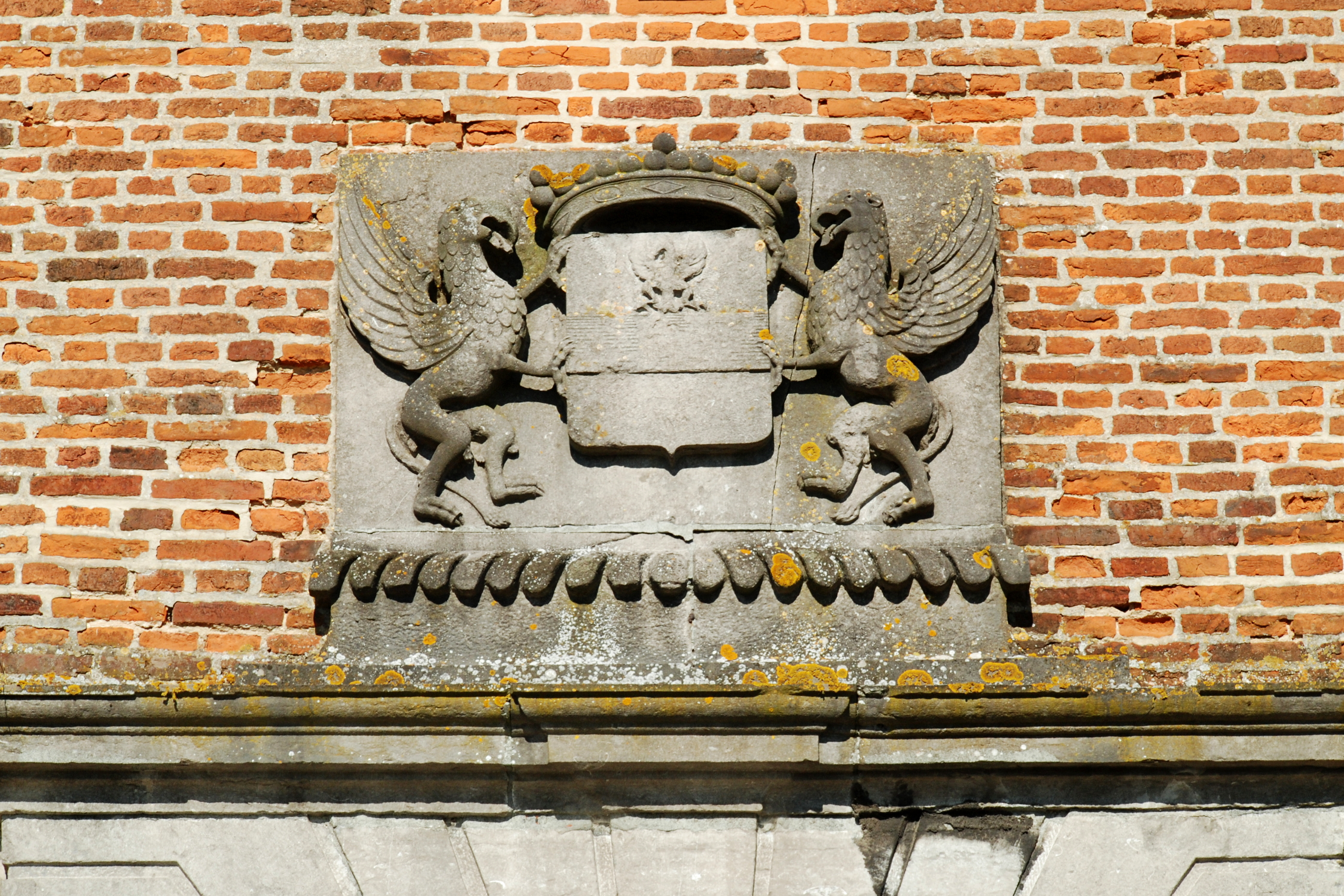
Blason.

## Architecture

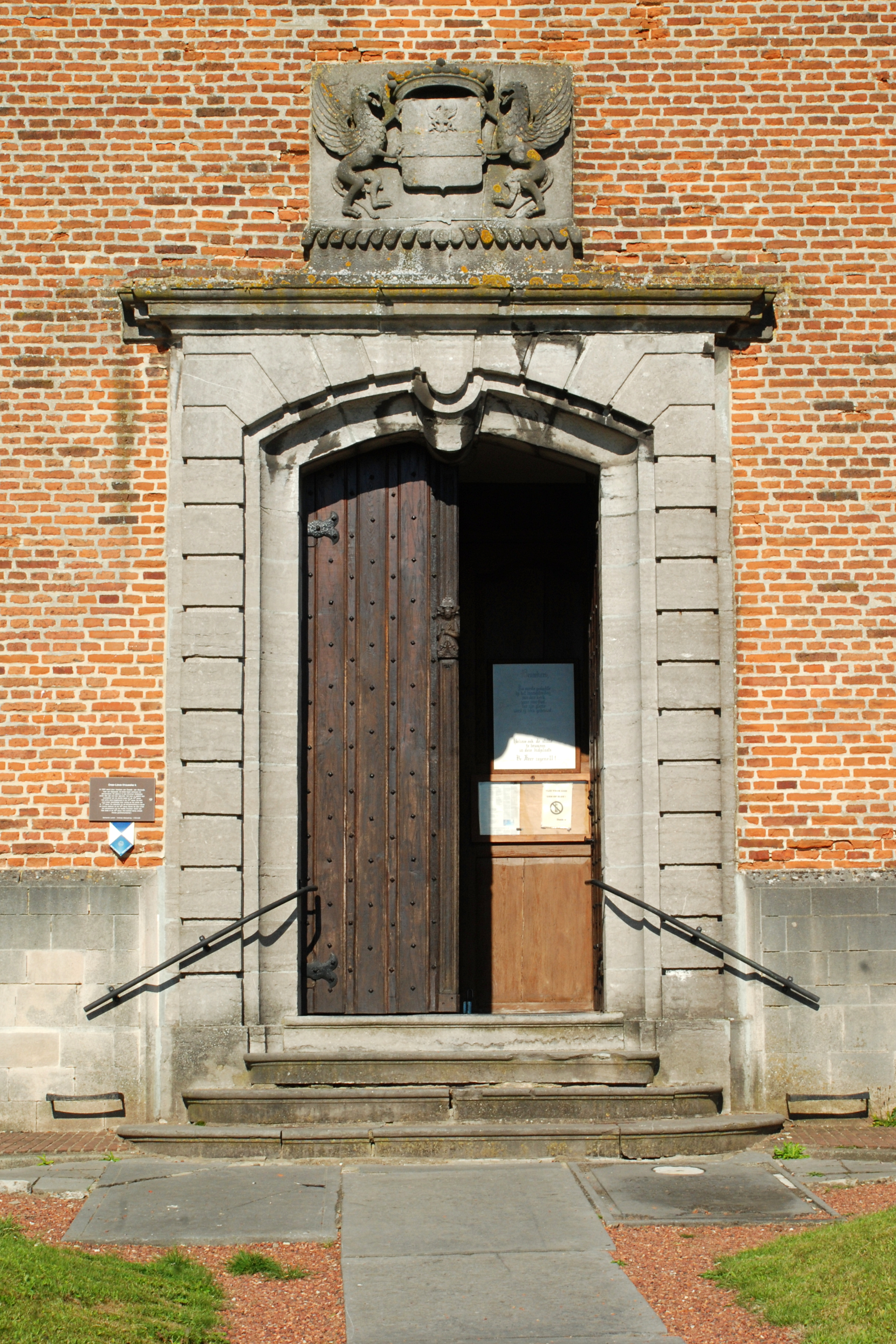
Le portail.
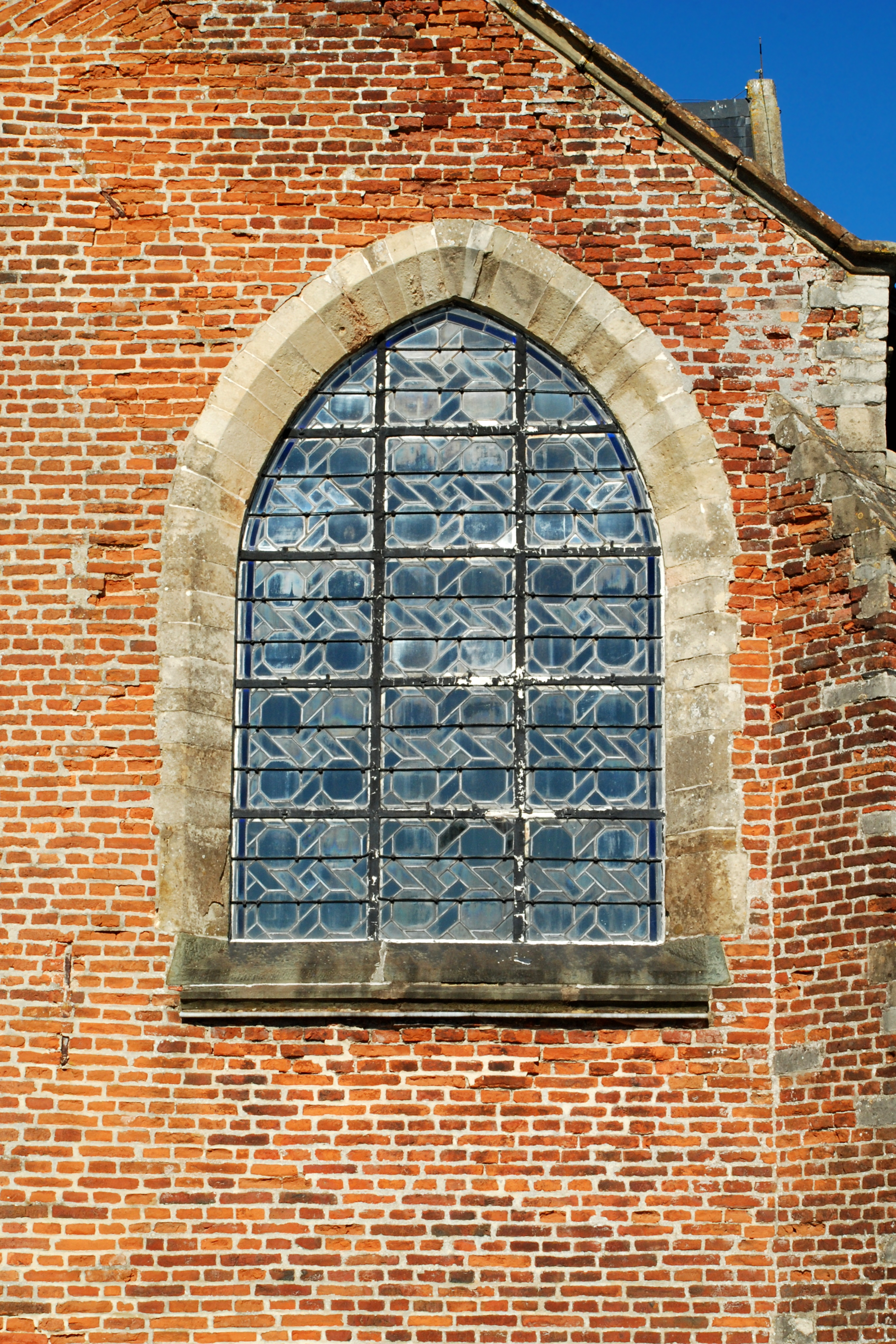
Fenêtre ogivale.
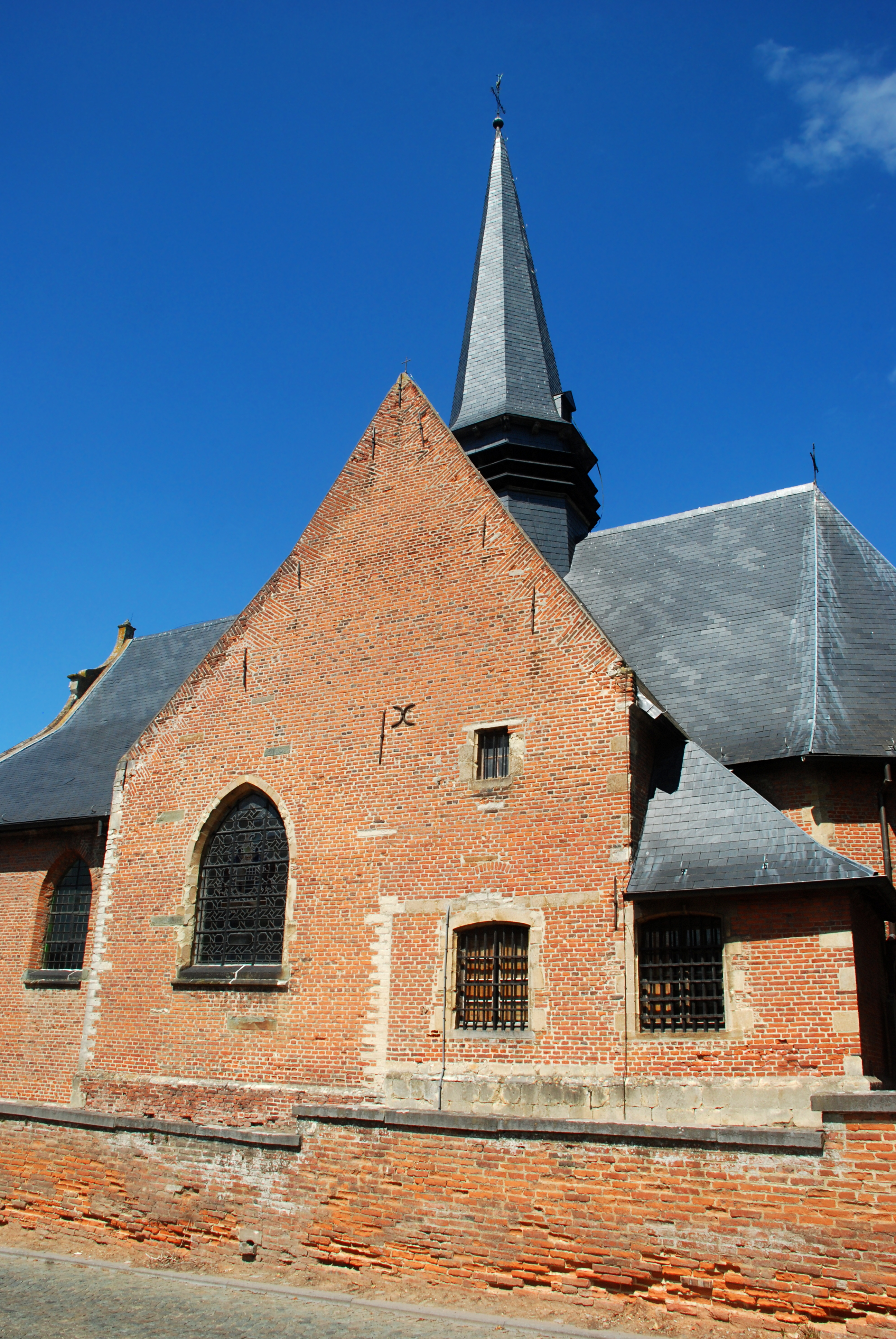
Le transept.